# Little Pine
Little Pine je veganská restaurace v Los Angeles. Leží ve čtvrti Silver Lake, konkrétně v ulici Rowena Avenue. Otevřena byla dne 19. listopadu 2015. Původně měla být otevřena již v létě toho roku. Založil jí hudebník a dlouholetý vegan a bojovník za práva zvířat Moby. Ten uvedl, že restauraci neotevřel z důvodu, aby zbohatl (podle jeho slov je to příliš drahá záležitost a bere hodně času), ale protože chtěl spojit různé obory, o něž se zajímá – organickou potravu, veganství, architekturu, design a komunitu. V době vzniku zde bylo místo pro šedesát návštěvníků. O její design se postaralo studio Hus a má reflektovat moderní styl poloviny dvacátého století. V interiéru se také nachází například fotografie přírody, které pořídil sám Moby. Hudebník také zakázal, aby byla v restauraci hrána jeho hudba. Veškeré pokrmy, které restaurace podává, jsou vyrobeny z rostlinných produktů. Pokrmy jsou ovlivněné středomořskou kuchyní, čímž se myslí španělskou, francouzskou či španělskou, ale zčásti také severoafrickou.